# 유예빈
유예빈(1992년 1월 30일~)은 대한민국의 2013년 미스코리아 진(眞)이다. 미스 유니버스 2014 대회에 대한민국 대표로 참가했으나 입상에는 실패했다.

## 프로필
- 출생 : 1992년 1월 30일
- 신체 : 171.3 cm, 52.1 kg, 33-23-36
- 수상 : 2013년 미스코리아 진(眞), 2013년 미스코리아 대구 진(眞)
- 취미 : 요리, 음악감상
- 특기 : 요가, 댄스

## 학력
- 주약초등학교
- 삼현여자중학교
- 자카르타한국국제학교
- 경상국립대학교 의류학 학사

## 출연작

### 연예
- KSTAR 《라이브 파워 뮤직》 - 진행
- 2012년 채널A 시트콤 《생방송 오픈 스튜디오》 - 진행
- 2014년 MBC 《연애고시》

### 드라마
- 2015년 네이버 TV캐스트 《어바웃 러브》- 미대 퀸카 역
- 2015년 네이버 TV캐스트 《빙상의 신》 - 소이 역
- 2018년 OCN 주말드라마 《플레이어》 - 추연희 역
- 2019년 tvN 수목드라마 《검색어를 입력하세요 WWW》
- 2023년 MBC 금토드라마 《조선변호사》 - 정향 역

### 영화
- 《경호원》 (2020년) - 예진 역